# Damaeus formica
Damaeus formica är en kvalsterart som först beskrevs av Paul Gervais 1849.  Damaeus formica ingår i släktet Damaeus och familjen Damaeidae. Inga underarter finns listade i Catalogue of Life.